# Karel Teodor z Thurn-Taxisu
Karel Teodor z Thurnu a Taxisu (německy Karl Theodor von Thurn und Taxis, 17. července 1797 Praha – 21. června 1868 Mnichov) byl bavorský šlechtic a generál jezdectva z české linie rodu Thurn-Taxisů.

## Život
Narodil se jako čtvrtý syn generála císařské armády, knížete Maxmiliána Josefa z Thurn-Taxisu a jeho manželky princezny Marie Eleonory z Lobkovic (1770–1834). Jako ročnímu dítěti mu jeho kmotr a jmenovec, falcký kurfiřt Karel Teodor, daroval dragounský pluku „Taxis“.
Karel Teodor měl 5 bratrů Karla Anselma, Augusta Maxe, Josefa, Bedřicha Hannibala a Viléma.

### Vojenská kariéra
8. září 1814 v Augsburgu nastoupil Karel Teodor ke 4. pluku švališérů "König" bavorské armády. Na začátku tažení z roku 1815 nastoupil jako pobočník do štábu knížete Karla Filipa z Wrede. 
V roce 1830 byl povýšen na generálmajora a v roce 1838 na generálporučíka. 31. března 1848 převzal 4. královskou divizi, která ukončila povstání ve Falci. Energickou akcí se Karlu Teodorovi podařilo obnovit mír a pořádek .
20. listopadu 1848 byl jmenován velitelem II. bavorského armádního sboru. Západofrancký sbor o síle 9 500 mužů pod jeho velením překročil dne 18. června 1849 rýnsko-falckou hranici u Oppenheimu. Během bitvy u Ludwigshafenu z 19. června se bavorské jednotky přesunuly do zničeného Ludwigshafenu. Dne 6. srpna 1850 ho král Maxmilián II. povýšil na generála jezdectva.
Na konci podzimu 1850 vpochodoval do Hesenska v čele spolkových vojsk a snažil se uhájit mír. Dne 9. února 1851 jej za jeho zásluhy král doživotně jmenoval do královské říšské rady. Počátkem roku 1851 předal II. sbor generálporučíku von Gumpenbergovi a sám převzal velení I. armádního sboru. 
Jako již nemocný sedmdesátiletý muž, byl pri vypuknutí prusko-rakouské války přidělen k velitelství u VII. spolkového sbor prince Karla Teodora Bavorského. V bitvě u Kissingenu velel 3900 Bavorům s 13 děly u Hammelburgu. Zdržel útočící pruskou divizi generála von Beyer (11 000 mužů s 30 děly) na pět hodin, než musel stáhnout své jednotky po zhroucení von Zollerovy divize u Kissingenu. 
Generál Karel Teodor z Thurn-Taxisu zemřel roku 1868 v Mnichově, kde byl také pohřben.

### Manželství a potomstvo
Karel Teodor byl od roku 1827 ženatý s Julianou Karolínou hraběnkou z Einsiedelu, dcerou diplomata Karla z Einsiedelu. Z manželství se narodily čtyři děti:
- 1. Luisa (21. 12. 1828 Ansbach – 7. 1. 1916 Würzburg), manž. 1853 Hermann von und zu Guttenberg (26. 3. 1816 Würzburg – 26. 4. 1882 tamtéž)[2][3]
- 2. Adelheid (15. 10. 1829 Ansbach – 7. 9. 1888 Waal), manž. 1853 kníže Filip von der Leyen zu Hohengeroldseck (14. 6. 1819 Gondorf – 24. 7. 1882 Waal)[3][4]
- 3. Maxmilián Bedřich (31. 10. 1831 Würzburg – 10. 6. 1890 Mnichov), manž. Amélie Evženie de Tascher de la Pagerie (23. 11. 1839 Mnichov – 28. 3. 1905 Neuburg an der Donau)[3]
- 4. Žofie (13. 8. 1835 Würzburg – 23. 6. 1913 Schrobenhausen), manž. 1864 hrabě Max Josef Ortolf von und zu Sandizell (7. 1. 1816 Neuburg an der Donau – 15. 12. 1881 Mnichov)[3]

## Vyznamenání
- 1837: Velký kříž řádu Bílého sokola [5]